# Langes trådskivling
Langes trådskivling (Inocybe langei) är en svampart som beskrevs av R. Heim 1931. Enligt Catalogue of Life ingår Langes trådskivling i släktet Inocybe,  och familjen Inocybaceae, men enligt Dyntaxa är tillhörigheten istället släktet Inocybe,  och familjen Crepidotaceae. Arten är reproducerande i Sverige. Inga underarter finns listade i Catalogue of Life.